# Изотоп
Изотоп (на гръцки: ισος равен, еднакъв и на гръцки: τόπος, място) е разновидност на даден химичен елемент с еднакъв брой протони, но различен брой неутрони и съответно различни масови числа.
Химичните свойства на атома зависят практически само от строежа на електронната обвивка, която от своя страна се определя от заряда на ядрото Z (броя на протоните) и почти не зависи от неговото масово число A (сумата на протоните Z и неутроните N). Всички изотопи на един и същ елемент имат еднакъв заряд на ядрото и се отличават само по броя на неутроните, следователно имат еднакви химични свойства. Изотопите се обозначават със символа на съответния химичен елемент като горният ляв индекс показва масовото число, например 12C, 222Rn. Някои изотопи имат свои собствени имена като деутерий и актинон.

## Изотопи на водорода
В природата съществуват два стабилни изотопа на този елемент: протий 1H и деутерий 2H (0,015 %). Към тях макар и условно може да бъде причислен и β-радиоактивният тритий 3H с период на полуразпад 12,3 години. Изотопите на водорода са най-простите от всички други елементи и поради тази причина най-добре изучените. Трите изотопа на химичния елемент водород са:
- {\displaystyle {}_{1}^{1}\operatorname {H} } – водород (протий) /H/
- {\displaystyle {}_{1}^{2}\operatorname {H} } – деутерий /D/
- {\displaystyle {}_{1}^{3}\operatorname {H} } – тритий /T/

## Примери за химични елементи само с един изотоп
- {\displaystyle {}_{5}^{9}\operatorname {B} }
- {\displaystyle {}_{9}^{19}\operatorname {F} }
- {\displaystyle {}_{11}^{13}\operatorname {Na} }

## Радиоактивни изотопи
Радиоактивните изотопи (радиоизотопите) са изотопи на някои химични елементи, които се характеризират с излишък на енергия в ядрата си, което води до спонтанно радиоактивно разпадане. При разпадането си ядрото излъчва гама-лъчи и/или други елементарни частици. Значими са радиоактивните изотопи на:
- {\displaystyle {}_{6}^{14}\operatorname {C} }
- {\displaystyle {}_{1}^{3}\operatorname {H} }
- {\displaystyle {}_{19}^{40}\operatorname {K} }

Изкуствено са получени радиоактивните изотопи на трансурановите елементи.